# Franciszek Apryas
Franciszek Apryas (ur. 25 października 1909 w Przywozie na Morawach, zm. 26 sierpnia 1994) – polski górnik, przodownik pracy, poseł na Sejm PRL I kadencji (1952–1956). Budowniczy Polski Ludowej.

## Życiorys
Urodził się w wielodzietnej rodzinie bezrolnych chłopów z Galicji. Pracujący wcześniej we dworze ojciec przeniósł się z rodziną na Morawy, podejmując pracę w kopalni „Franciszek” w Ostrawie. W latach 1916–1918 Apryas uczęszczał do polskiej szkoły, po czym rodzina wróciła do kraju, osiedlając się w Brzeszczach. Po dwóch latach nauki Apryas podjął pracę fizyczną, a od 1928 pracował w kopalni węgla kamiennego „Brzeszcze”.
We wrześniu 1939 na krótko znalazł się na Kresach Wschodnich, po czym ponownie podjął pracę w kopalni na Śląsku. Po 1945 zatrudniony w jaszowickiej kopalni, należał do PPS, był delegatem na Zjazd Zjednoczeniowy z PPR w grudniu 1948. W tym samym roku za swą pracę został nagrodzony przez Główny Komitet Współzawodnictwa Pracy przy ZZG ufundowaniem wczasów do Czechosłowacji. W październiku wykonał 362% normy, a w kolejnych dwóch miesiącach odpowiednio: 462% i 644%. W 1949 był delegatem na Zjazd Światowej Federacji Związków Zawodowych we Florencji.
22 lipca 1949 został odznaczony Orderem Budowniczych Polski Ludowej (w gronie pierwszych odznaczonych). W listopadzie 1949 został członkiem Ogólnokrajowego Komitetu Obchodu 70-lecia urodzin Józefa Stalina. W 1954 otrzymał Medal 10-lecia Polski Ludowej.
W latach 1950–1952 kształcił się w Państwowym Technikum Wydziału Górniczego w Bytomiu (uzyskał stopień technika górniczego). Od marca 1952 pracował w kopalni „Wesoła II” jako sztygar oddziałowy. W 1952 uzyskał mandat posła na Sejm z okręgu Bielsko-Biała. Po zakończeniu kadencji powrócił do pracy w kopalni „Brzeszcze”, a od 1959 do 1969 pracował w kopalni „Jastrzębie”. W 1969 przeszedł na emeryturę.
W 1978 nakręcono na jego temat film dokumentalny pt. Franciszek Apryas według scenariusza Krystyny Mokrosińskiej.